# Laurent Joseph Murith
Laurent Joseph Murith (* 10. Juni 1742 in Sembrancher; † 9. Oktober 1816 in Martigny) war ein katholischer Schweizer Ordenspriester und Naturforscher.
Er war Chorherr der Augustiner-Kongregation vom Grossen Sankt Bernhard im Wallis.
Sein botanisches Autorenkürzel lautet „Murith“.

## Leben
Laurent Joseph Murith war der Sohn von Joseph Murith und der Anne-Marie Castella. Er besuchte die Mittelschulen der Barnabiten in Aosta und der Jesuiten in Sitten. Am 17. September 1760 trat er als Novize der Gemeinschaft des Grossen Sankt Bernhard bei und legte 1761 sein Ordensgelübde ab. 1762 wurde ihm die Aufgabe übertragen, in verschiedenen Schweizer Kantonen und bis ins Elsass Hilfsgelder für den Unterhalt des Hospizes zu sammeln. Am 20. September 1766 empfing Murith die Priesterweihe. 1769 wurde er zum Kapitelsschreiber und Novizenmeister bestimmt, ab 1775 war er Subprior auf dem Hospiz. Seit 1778 wirkte er als Pfarrer von Liddes, bis er 1791 zum Prior der gesamten Ordensgemeinschaft des Grossen Sankt Bernhard gewählt wurde und nun in Martigny residierte.
Als im Mai 1800 eine französische Armee auf dem Weg nach Italien die Alpen überquerte, begleiteten Laurent-Joseph Murith und der Chorherr Henri Terrettaz den ersten Konsul Napoleon auf dem Weg über den Grossen Sankt Bernhard.
Murith beteiligte sich schon früh an den archäologischen Ausgrabungen der Chorherren auf der Passhöhe. Dabei entdeckte er 1763 zwei Bronzevotive aus der römischen Epoche, die von einem Jupiterheiligtum auf dem Berg stammen. Aus einer Ausstellung der bisherigen archäologischen Funde im Jahr 1764 entwickelte sich das bis heute bestehende Hospizmuseum.
1776 begann Laurent Joseph Muriths Korrespondenz mit dem Naturforscher Horace-Bénédict de Saussure, den er 1781 bei einer Gebirgsexpedition auf den Otemmagletscher begleitete. Laurent-Joseph Murith widmete seine freie Zeit der Erforschung der Naturlandschaft und der Archäologie im Val d’Entremont. Am 31. August 1779 gelang ihm die Erstbesteigung des Mont Vélan. Er verfasste eine Schrift über die mehr als 500 schon damals auf dem Bernhardpass gefundenen römischen und keltischen Münzen. Zusammen mit François-Samuel Wild studierte er die Geologie des Val Ferret und legte eine Mineraliensammlung an. 1793 begann er mit botanischen Studien im Wallis. Dazu pflegte er den Kontakt zum Förster Abraham Thomas (1740-1824), einem hervorragenden Kenner der Alpenpflanzen, der auf diesem Gebiet auch als Gewährsmann für Albrecht von Haller wirkte. Murith stellte ein Herbar von Walliser Pflanzen zusammen und verfasste einen botanischen Katalog über dieses Land. 1815 zählte er zu den Gründungsmitgliedern der Allgemeinen Schweizerischen Gesellschaft für die Gesammten Naturwissenschaften.
Muriths botanische Forschungen im Gebiet des Grossen Sankt Bernhard wurden auf der Südseite des Alpenhauptkammes unter anderem von Georges Carrel, Chorherr am Sankt Ursus-Stift in Aosta, und der Société de la flore valdôtaine fortgesetzt.
Die 1861 gegründete Botanische Gesellschaft des Wallis nannte sich von Anfang an nach dem bedeutenden Naturforscher; sie hiess zunächst Société murithienne du Valais und ist seit 1884 die Murithienne, Société valaisanne des Sciences Naturelles. Im Jahr 2016 organisierte die Murithienne zusammen mit dem Alpengarten Jardin botanique alpin Flore-Alpe de Champex im Hospiz auf dem Grossen Sankt Bernhard eine Vortragsreihe über den bedeutenden Ordensmann und Pionier der Alpenforschung.

## Werke
- Catalogue géologique (Beschreibung der Geologie des Wallis)
- Catalogue des plantes du Valais
- Abhandlung über die Münzinschriften vom Grossen Sankt Bernhard
- Le guide du botaniste qui voyage dans le Valais, Lausanne 1810.